# Kevin Wert
Kevin Wert (Rossland, 10 marzo 1975) è un ex sciatore alpino canadese.

## Biografia
Discesista puro, Wert debuttò in campo internazionale in occasione dei Mondiali juniores di Lake Placid 1994, dove vinse la medaglia d'oro; esordì in Coppa del Mondo il 16 marzo dello stesso anno a Vail (24º) e ai Giochi olimpici invernali a Nagano 1998, sua unica presenza olimpica, dove si classificò al 19º posto.
Il 12 dicembre 1998 ottenne a Val-d'Isère il miglior piazzamento in Coppa del Mondo (6º) e ai successivi Mondiali di Vail/Beaver Creek 1999, sua unica presenza iridata, si classificò 27º. Il 1º marzo 2001 conquistò a Whistler l'ultima vittoria, nonché ultimo podio, in Nor-Am Cup; prese per l'ultima volta il via in Coppa del Mondo il 27 gennaio 2001 a Garmisch-Partenkirchen (25º) e si ritirò durante la stagione 2001-2002: la sua ultima gara fu una discesa libera FIS disputata il 14 febbraio ad Apex, non completata da Wert.

## Palmarès

### Mondiali juniores
- 1 medaglia:
  - 1 oro (discesa libera a Lake Placid 1994)

### Coppa del Mondo
- Miglior piazzamento in classifica generale: 84º nel 1999

### Coppa Europa
- 2 podi (dati dalla stagione 1994-1995):
  - 2 vittorie

#### Coppa Europa - vittorie
| Data            | Località    | Paese   | Specialità |
| --------------- | ----------- | ------- | ---------- |
| 30 gennaio 1997 | Val-d'Isère | Francia | DH         |
| 20 gennaio 1999 | Falcade     | Italia  | DH         |

Legenda:

DH = discesa libera

### Nor-Am Cup
- Vincitore della classifica di discesa libera nel 1996[senza fonte]
- 10 podi (dati dalla stagione 1994-1995):
  - 4 vittorie
  - 4 secondi posti
  - 2 terzi posti

#### Nor-Am Cup - vittorie
| Data             | Località    | Paese  | Specialità |
| ---------------- | ----------- | ------ | ---------- |
| 6 dicembre 1995  | Lake Louise | Canada | DH         |
| 17 febbraio 1999 | Apex        | Canada | DH         |
| 20 febbraio 1999 | Apex        | Canada | DH         |
| 1º marzo 2001    | Whistler    | Canada | DH         |

Legenda:

DH = discesa libera

### Campionati canadesi
- 4 medaglie (dati dalla stagione 1994-1995):
  - 3 ori (discesa libera nel 1999; discesa libera, supergigante nel 2001)
  - 1 argento (discesa libera nel 1996)